# Renate Hoy
Renate Hoy (Ludwigshafen am Rhein, 31 dicembre 1930 – Los Angeles, 1º luglio 2024) è stata una modella e attrice tedesca naturalizzata statunitense.

## Biografia
Dopo aver vinto il titolo di Miss Norimberga, fu incoronata Miss Germania 1952. In seguito rappresentò la Germania in occasione della prima edizione di Miss Universo, tenuta presso Long Beach, in California. Poco tempo dopo, Renate Hoy iniziò a lavorare come attrice per la Universal Studios, apparendo in numerose pellicole durante gli anni Cinquanta, fra cui Viaggio al pianeta Venere, Missile to the Moon, La spada di Damasco, The Birds and the Bees, Gli amanti dei 5 mari, A Certain Smile. Recitò come protagonista in Schloß Hubertus.

## Vita privata
Nel 1954 sposò l'attore Brett Halsey, dal quale ebbe due figli: Charles Oliver Hand e Tracy Leigh. La coppia divorziò nel 1959. In seguito ad uno sciopero degli attori, Renate Hoy si ritirò dalle scene e successivamente si risposò con l'avvocato Raymond C. Simpson, dal quale ebbe un altro figlio, Richard James. Ottenne la cittadinanza americana nel 1960, vivendo in seguito perlopiù in California.
Morì a Los Angeles il 1º luglio 2024 all'età di 93 anni.

## Filmografia
- Schloß Hubertus, regia di Helmut Weiss (1954)